# Santa María de Manquehue
Santa María de Manquehue es un barrio residencial ubicado en el sector nororiente de la ciudad de Santiago de Chile.

## Historia
Pertenece a la comuna de Vitacura, por lo que se sitúa en la zona nororiental del Gran Santiago. Está ubicado entre el cerro Manquehue, el más alto del valle de Santiago y la ribera norte del río Mapocho.
El origen de este barrio está en la expansión que experimentó Santiago en las últimas décadas del siglo XX. Hasta 1979, el terreno donde hoy se alza Santa María de Manquehue se encontraba la Viña Manquehue, y pertenecía a una familia de empresarios de origen español. En esa fecha, los propietarios decidieron cambiar el uso del terreno, para lo que obtuvieron los correspondientes permisos, de modo que empezaron a lotearse los primeros terrenos.